# Grammy Awards 1983
Am 23. Februar 1983 feierte der US-amerikanische Grammy sein 25. Jubiläum.
Die Grammy Awards 1983 wurden in 62 Kategorien vergeben an Preisträger aus 20 Feldern.

## Hauptkategorien
Single des Jahres (Record of the Year):
- Rosanna von Toto

Album des Jahres (Album of the Year):
- Toto IV von Toto

Song des Jahres (Song of the Year):
- Always on My Mind von Willie Nelson (Autoren: Johnny Christopher, Mark James, Wayne Carson)

Bester neuer Künstler (Best New Artist):
- Men at Work

## Pop
Beste weibliche Gesangsdarbietung – Pop (Best Pop Vocal Performance, Female):
- You Should Hear How She Talks About You von Melissa Manchester

Beste männliche Gesangsdarbietung – Pop (Best Pop Vocal Performance, Male):
- Truly von Lionel Richie

Beste Darbietung eines Duos oder einer Gruppe mit Gesang – Pop (Best Pop Performance By A Duo Or Group With Vocals):
- Up Where We Belong von Joe Cocker & Jennifer Warnes

Beste Instrumentaldarbietung – Pop (Best Pop Instrumental Performance):
- Chariots of Fire Theme (Dance Version) von Ernie Watts

## Rock
Beste weibliche Gesangsdarbietung – Rock (Best Rock Vocal Performance, Female):
- Shadows of the Night von Pat Benatar

Beste männliche Gesangsdarbietung – Rock (Best Rock Vocal Performance, Male):
- Hurts So Good von John Cougar Mellencamp

Beste Darbietung eines Duos oder einer Gruppe mit Gesang – Rock (Best Rock Performance By A Duo Or Group With Vocals):
- Eye of the Tiger von Survivor

Beste Darbietung eines Rockinstrumentals (Best Rock Instrumental Performance):
- D. N. A. von A Flock of Seagulls

## Rhythm & Blues
Beste weibliche Gesangsdarbietung – R&B (Best R&B Vocal Performance, Female):
- And I Am Telling You (I’m Not Going) von Jennifer Holliday

Beste männliche Gesangsdarbietung – R&B (Best R&B Vocal Performance, Male):
- Sexual Healing von Marvin Gaye

Beste Darbietung eines Duos oder einer Gruppe mit Gesang – R&B (Best R&B Performance By A Duo Or Group With Vocals):
- Let It Whip von der Dazz Band und
- Wanna Be With You von Earth, Wind & Fire

Beste Instrumentaldarbietung – R&B (Best R&B Instrumental Performance):
- Sexual Healing (Instrumental version) von Marvin Gaye

Bester R&B-Song (Best R&B Song):
- Turn Your Love Around von George Benson (Autoren: Bill Champlin, Jay Graydon, Steve Lukather)

## Country
Beste weibliche Gesangsdarbietung – Country (Best Country Vocal Performance, Female):
- Break It to Me Gently von Juice Newton

Beste männliche Gesangsdarbietung – Country (Best Country Vocal Performance, Male):
- Always On My Mind von Willie Nelson

Beste Countrydarbietung eines Duos oder einer Gruppe mit Gesang (Best Country Performance By A Duo Or Group With Vocal):
- Mountain Music von Alabama

Bestes Darbietung eines Countryinstrumentals (Best Country Instrumental Performance):
- Alabama Jubilee von Roy Clark

Bester Countrysong (Best Country Song):
- Always On My Mind von Willie Nelson (Autoren: Wayne Carson, Johnny Christopher, Mark James)

## Jazz
Beste Jazz-Gesangsdarbietung, weiblich (Best Jazz Vocal Performance, Female):
- Gershwin Live! von Sarah Vaughan

Beste Jazz-Gesangsdarbietung, männlich (Best Jazz Vocal Performance, Male):
- An Evening With George Shearing & Mel Tormé von Mel Tormé

Beste Jazz-Gesangsdarbietung, Duo oder Gruppe (Best Jazz Vocal Performance, Duo Or Group):
- Route 66 von Manhattan Transfer

Beste Jazz-Instrumentaldarbietung, Solist (Best Jazz Instrumental Performance, Soloist):
- We Want Miles von Miles Davis

Beste Jazz-Instrumentaldarbietung, Gruppe (Best Jazz Instrumental Performance, Group):
- More Live von Phil Woods

Beste Jazz-Instrumentaldarbietung, Big Band (Best Jazz Instrumental Performance, Big Band):
- Warm Breeze von Count Basie

Beste Jazz-Fusion-Darbietung, Gesang oder instrumental (Best Jazz Fusion Performance, Vocal Or Instrumental):
- Offramp von der Pat Metheny Group

## Gospel
Beste traditionelle Gospel-Darbietung (Best Gospel Performance, Traditional):
- I’m Following You von den Blackwood Brothers

Beste zeitgenössische Gospel-Darbietung (Best Gospel Performance, Contemporary):
- Age to Age von Amy Grant

Beste traditionelle Soul-Gospel-Darbietung (Best Soul Gospel Performance, Traditional):
- Precious Lord von Al Green

Beste zeitgenössische Soul-Gospel-Darbietung (Best Soul Gospel Performance, Contemporary):
- Higher Plane von Al Green

Beste Inspirational-Darbietung (Best Inspirational Performance):
- He Set My Life to Music von Barbara Mandrell

## Latin
Beste Latin-Aufnahme (Best Latin Recording)
- Machito & His Salsa Big Band '82 von Machito

## Blues
Beste traditionelle Blues-Aufnahme (Best Traditional Blues Recording):
- Alright Again von Clarence Gatemouth Brown

## Folk
Beste Ethnofolk- oder traditionelle Folk-Aufnahme (Best Ethnic Or Traditional Folk Recording):
- Queen Ida & The Bon Temps Zydeco Band On Tour von Queen Ida

## Für Kinder
Beste Aufnahme für Kinder (Best Recording For Children):
- In Harmony 2 von verschiedenen Interpreten (Produzenten: David Levine, Lucy Simon)

## Sprache
Beste Aufnahme von gesprochenem Text, Dokumentation oder Schauspiel (Best Spoken Word, Documentary or Drama Recording):
- Raiders of the Lost Ark – The Movie on Record von verschiedenen Interpreten (Produzent: Tom Voegeli)

## Comedy
Beste Comedy-Aufnahme (Best Comedy Recording):
- Live on the Sunset Strip von Richard Pryor

## Musical Show
Bestes Cast-Show-Album (Best Cast Show Album):
- Dreamgirls von verschiedenen Interpreten (Musik: Henry Krieger; Text: Tom Eyen; Produzent: David Foster)

## Komposition / Arrangement
Beste Instrumentalkomposition (Best Instrumental Composition):
- Flying – Theme from E.T. the Extra-Terrestrial (Komponist: John Williams)

Bestes Album mit Originalmusik geschrieben für einen Film oder ein Fernsehspecial (Best Album Of Original Score Written For A Motion Picture Or A Television Special):
- E.T. the Extra-Terrestrial (Komponist: John Williams)

Bestes Instrumentalarrangement (Best Arrangement On An Instrumental Recording):
- Flying – Theme from E.T. the Extra-Terrestrial (Arrangeur: John Williams)

Bestes Instrumentalarrangement mit Gesangsbegleitung (Best Instrumental Arrangement Accompanying Vocals):
- Rosanna von Toto (Arrangeure: Jerry Hey, David Paich, Jeff Porcaro)

Bestes Gesangsarrangement für zwei oder mehr Stimmen (Best Vocal Arrangement For Two Or More Voices):
- Rosanna von Toto (Arrangeur: David Paich)

## Packages und Album-Begleittexte
Bestes Album-Paket (Best Album Package):
- Get Closer von Linda Ronstadt (Künstlerische Leitung: John Kosh, Ron Larson)

Bester Album-Begleittext (Best Album Notes):
- Bunny Berigan – Giants of Jazz von Bunny Berigan (Verfasser: John Chilton, Richard M. Sudhalter)

## Historische Aufnahmen
Bestes historisches Album (Best Historical Album):
- The Tommy Dorsey / Frank Sinatra Sessions – Vols. 1, 2 & 3 von Frank Sinatra und Tommy Dorsey (Produzenten: Alan Dell, Ethel Gabriel, Don Wardell)

## Produktion und Technik
Beste technische Aufnahme, ohne klassische Musik (Best Engineered Recording, Non-Classical):
- Toto IV von Toto

Beste technische Klassikaufnahme (Best Classical Engineered Recording):
- Mahler: Symphonie Nr. 7 in E-Moll (Lied der Nacht) vom Chicago Symphony Orchestra unter Leitung von James Levine (Technik: Paul Goodman)

Produzent des Jahres (Producer Of The Year):
- Toto

Klassik-Produzent des Jahres (Classical Producer Of The Year):
- Robert Woods

## Klassische Musik
Bestes Klassik-Album (Best Classical Album):
- Bach: Goldberg-Variationen von Glenn Gould

Beste Orchesterdarbietung (Best Orchestral Performance):
- Mahler: Symphonie Nr. 7 in E-Moll (Lied der Nacht) vom Chicago Symphony Orchestra unter Leitung von James Levine

Beste Opernaufnahme (Best Opera Recording):
- Wagner: Der Ring des Nibelungen von Jeannine Altmeyer, Hermann Becht, Peter Hofmann, Siegfried Jerusalem, Gwyneth Jones, Manfred Jung, Donald McIntyre, Matti Salminen, Ortrun Wenkel, Heinz Zednik und dem Orchester der Bayreuther Festspiele unter Leitung von Pierre Boulez

Beste Chor-Darbietung (ohne Oper) (Best Choral Performance other than opera):
- Berlioz: La damnation de Faust vom Chicago Symphony Orchestra und Chor unter Leitung von Georg Solti

Beste Soloinstrument-Darbietung mit Orchester (Best Classical Performance, Instrumental Soloist with Orchestra):
- Elgar: Violinkonzert in B-Moll von Itzhak Perlman und dem Chicago Symphony Orchestra unter Leitung von Daniel Barenboim

Beste Soloinstrument-Darbietung ohne Orchester (Best Classical Performance – Instrumental Soloist without Orchestra):
- Bach: Goldberg-Variationen von Glenn Gould

Beste Kammermusik-Darbietung (Best Chamber Music Performance):
- Brahms: Die Sonaten für Klarinette und Klavier, Op. 120 von Richard Goode und Richard Stoltzman

Beste klassische Solo-Gesangsdarbietung (Best Classical Vocal Soloist Performance):
- Verdi: Arias (Leontyne Price Sings Verdi) von Leontyne Price und das Israel Philharmonic Orchestra unter Leitung von Zubin Mehta

## Musikvideo
Bestes Video des Jahres (Best Video of the Year):
- Physical von Olivia Newton-John

## Special Merit Awards
Der Grammy Lifetime Achievement Award wurde 1983 nicht vergeben.
Trustees Award
- Les Paul